# August Karl Joseph Corda

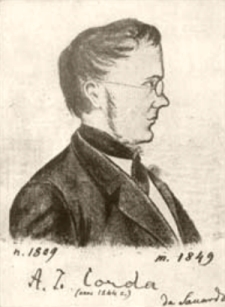
August Karl Joseph Corda.

August Karl Joseph Corda (* 22. Oktober 1809 in Reichenberg, Böhmen; † September 1849 im Atlantischen Ozean, auf der Rückkehr von einer Forschungsreise mit dem Schiff Viktoria untergegangen) war ein österreichischer Botaniker. Sein offizielles botanisches Autorenkürzel lautet „Corda“.

## Leben und Wirken
Corda trieb schon als Handlungslehrling in Prag mit Vorliebe naturgeschichtliche Studien. Infolge seiner Monographia Rhizospermarum et Hepaticarum (Heft 1, Prag 1829) von Alexander von Humboldt nach Berlin gezogen, beschäftigte er sich hier mit botanischen, namentlich mikroskopischen, Untersuchungen und wurde 1834 zum Kustos der zoologischen Abteilung des vaterländischen Museums nach Prag berufen. Im Jahr 1835 wurde er zum Mitglied der Leopoldina gewählt.

1847 unternahm er eine Forschungsreise nach Texas. Auf See fand er bei der Rückreise im September 1849 seinen Tod.
Corda war einer der ersten Botaniker, die fossile Pflanzen in Beziehung auf ihre anatomische Struktur genauer untersuchten. Er veröffentlichte mit hervorragenden Abbildungen ausgestattete und für die Kunde der Kryptogamen höchst bedeutende Prachtwerke:
- Icones fungorum hucusque cognitorum (Prag 1837–1854, 6 Bde.) und
- Prachtflora europäischer Schimmelbildungen (Leipzig 1839; franz., das. 1840).

Außerdem schrieb er:
- Beiträge zur Flora der Vorwelt (Prag 1845) und
- Anleitung zum Studium der Mykologie (Prag 1842)

Auch bearbeitete er die Schwämme und Pilze für Johann Wilhelm Sturms Deutschlands Flora sowie die Skizzen zur vergleichenden Anatomie vor- und jetztweltlicher Pflanzenstämme im 2. Band der Flora der Vorwelt von Kaspar Maria von Sternberg (das. 1838).